# Kontrakcja (paleografia)
Kontrakcja (z łac. abbreviatio per contractionem – czyli ściągnięcie) – jedna z form abrewiatury, stosowana od czasów starożytnych. Kontrakcja polega na usunięciu niektórych lub wszystkich liter ze środka wyrazu i pozostawieniu pierwszej i ostatniej. Kontrakcję rozróżnić można na dwa typy:
- Kontrakcja czysta lub regularna – gdy pozostają jedynie litery pierwsza i ostatnia
- Kontrakcja mieszana lub nieregularna – gdy – gwoli lepszej czytelności – pozostawiane są również inne litery, np. druga i przedostatnia lub któraś z wewnętrznych

Niewątpliwą przewagą kontrakcji nad suspensją jest możliwość łatwiejszego odczytywania wyrazów skróconych, bowiem zachowują one końcówkę gramatyczną. Ten sposób skracania upowszechnił się na początku naszej ery najprawdopodobniej za sprawą rzymskiej tachygrafii oraz dzięki najstarszym rękopisom z tekstami chrześcijańskimi, w których poprzez ściągnięcie skracano imiona święte, czyli nomina sacra.